# Palazzo Bianco
Palazzo Bianco (pol.: Biały Pałac) – zabytkowy budynek w centrum Genui. Ulokowany przy Via Garibaldi 11. Wzniesiony został w latach od 1530 do 1540 z polecenia Luki Grimaldiego, członka jednego z ważnych rodów genueńskich.
W pałacu znajduje się galeria zawierająca bogatą kolekcję obrazów szkoły genueńskiej.
W 2006 roku został, wraz z innymi renesansowymi i barokowymi pałacami Genui, wpisany na Listę światowego dziedzictwa UNESCO jako Genua: Le Strade Nuove i system pałaców Rolli.

## Historia
Pierwotny pałac został wzniesiony, jeszcze przed rozpoczęciem budowy w tym miejscu drogi Strada Nuova, w latach 1530–1540 dla Luki Grimaldiego. W 1711 roku budynek przeszedł w ręce rodziny Brignole-Sale, która już mieszkała w Palazzo Rosso. XVI-wieczny budynek, do którego wejście wychodziło na schody Salita San Francesco, został zburzony i odbudowany przez Giacoma Viana, z zachowaniem podstawowego charakteru architektonicznego XVI-wiecznej ulicy. W 1889 roku Maria Brignole-Sale De Ferrari, księżna Galliery, przekazała pałac miastu Genua z przeznaczeniem na siedzibę muzeum miejskiego. Otwarty dla publiczności w 1892 roku z okazji 400. rocznicy odkrycia Ameryki przez Krzysztofa Kolumba zaczął zyskiwać coraz większy prestiż jako pierwsze muzeum miejskie, wzbogacając się o nowe nabytki i darowizny.

### XVI–XIX wiek
W październiku 1942 roku został uszkodzony w wyniku bombardowań, po czym w 1950 roku odbudowany pod kierunkiem architekta Franca Albiniego, przydając miastu nowej i nowoczesnej tożsamości kulturowej.

## Zbiory
W pałacowych wnętrzach znajduje się znaczący zbiór malarstwa genueńskiego z XVI i XVII wieku (Luca Cambiaso, Bernardo Strozzi, Domenico Piola, Alessandro Magnasco), włoskiego (Caravaggio, Paolo Veronese), niderlandzkiego (Hans Memling, Gerard David, Jan Provoost), flamandzkiego (Peter Paul Rubens, Antoon van Dyck), holenderskiego (Jan Steen), francuskiego (Simon Vouet, Nicolas Lancret) i hiszpańskiego (Francisco de Zurbarán, Bartolomé Esteban Murillo).